# Shirley Pinto

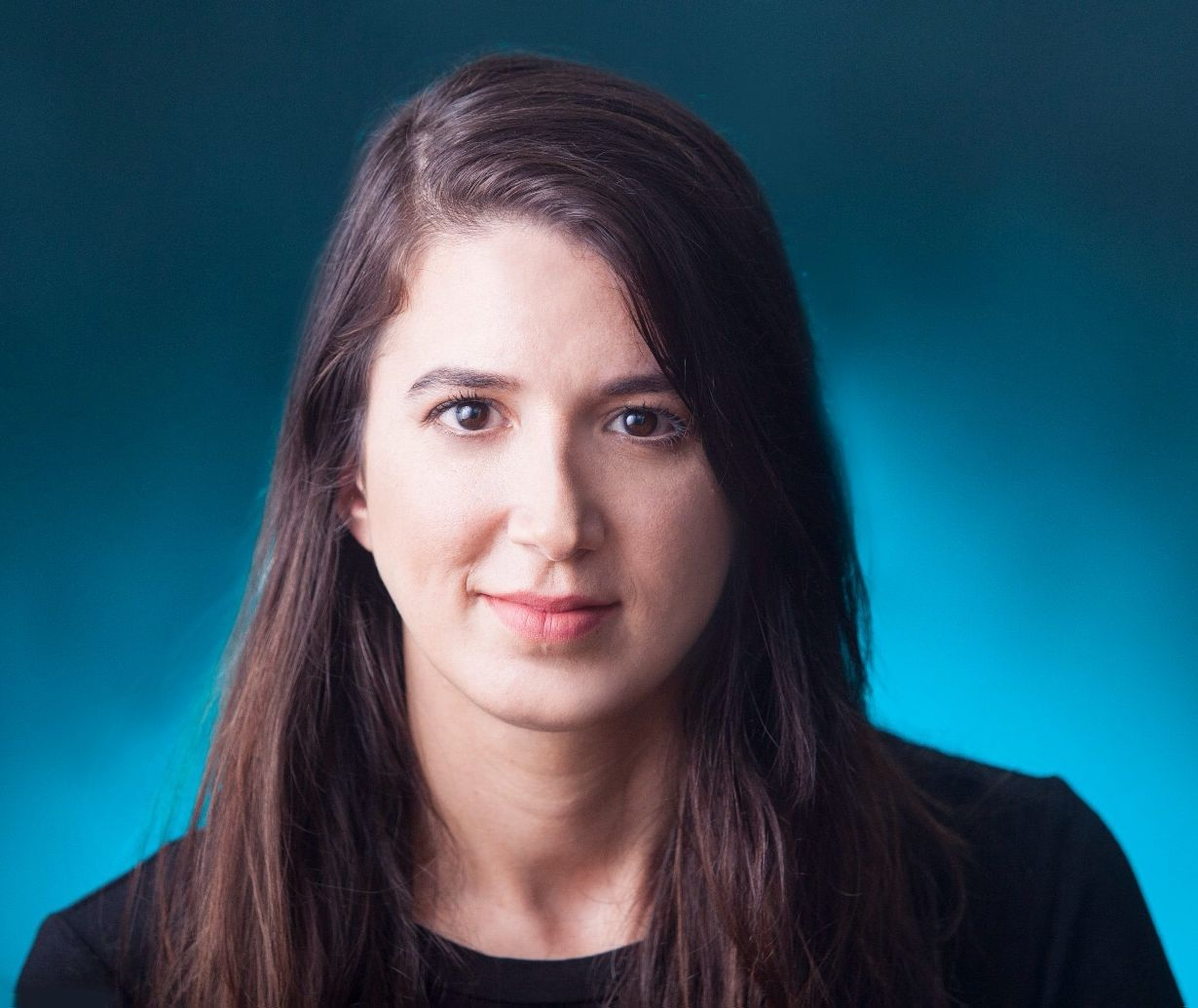
Shirly Pinto (2017)

Shirley Pinto (hebräisch שירלי פינטו; geboren am 15. März 1989 in Kiryat Bialik) ist eine israelische Politikerin und Gehörlosenaktivistin. Als Mitglied der Jamina-Partei von Premierminister Naftali Bennett wurde sie im Juni 2019 als Abgeordnete in der Knesset vereidigt und diente in dieser Funktion bis 2021. Pinto war während ihrer Amtszeit von 2019 bis 2021 die erste gehörlose Abgeordnete im israelischen Parlament. Sie gründete das „Israeli Deaf Center for Deaf Studies“, ein Zentrum für Gehörlosenstudien. 

## Leben und Wirken
Shirly Pinto wurde 1989 in Kirjat Bialik bei Haifa als Tochter gehörloser Eltern geboren. Pinto, die gehörlos ist, wuchs zweisprachig auf und erlernte die israelische Gebärdensprache und die hebräische Lautsprache. Nach ihrem Dienst beim Air Force Technical Corps studierte sie Jura am Netanya Academic College. Pinto ist Mitglied der israelischen Delegation bei der Internationalen Arbeitsorganisation (ILO) in Genf. Seit 2016 ist sie Dozentin für Gebärdensprache an der Bar-Ilan Universität in Ramat Gan.
Shirley Pinto, Mitglied der Jamina-Partei von Premierminister Naftali Bennett, wurde im Juni 2019 als Abgeordnete der Knesset vereidigt. Um Rechte für gehörlose Menschen zu stärken, gründete sie das „Israeli Deaf Center for Deaf Studies“ (Israelisches Gehörlosenzentrum für Gehörlosenstudien), ein Zentrum für Gehörlosenstudien. Shirly Pinto, saß von 2019 bis 2021 als erste gehörlose Abgeordnete im israelischen Parlament. Pinto setzt sich für behinderte Menschen ein, insbesondere für Hörbehinderte. Während der Coronapandemie organisierte sie transparente Masken, um hörbehinderten Menschen die Kommunikation zu erleichtern.